# Denominação de origem controlada
A denominação de origem controlada ou (DOC) é o sistema de denominação utilizado para certificar vinhos, queijos, manteigas e outros produtos agrícolas portugueses. Esta designação é atribuída a produtos produzidos em regiões geograficamente delimitadas, que cumprem um conjunto de regras consignadas em legislação própria.
As regiões vinícolas portuguesas, bem como os produtores de diversos outros produtos estabeleceram este sistema após a entrada de Portugal na Comunidade Europeia em 1986. O sistema DOC substitui o anterior "Região Demarcada" que vigorou desde o início do século XX.
O DOC é o equivalente português do francês, o que significa Appellation d'origine contrôlée — (AOC), do italiano Denominazione di origine controllata - (DOC), e do espanhol Denominación de Origen — (DO). 

## Vinhos DOC

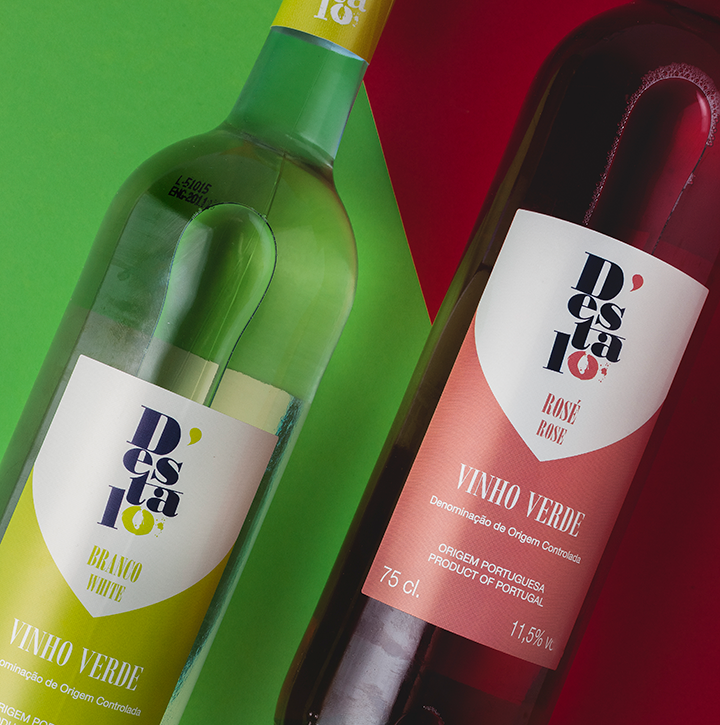
Garrafas de Vinho Verde com o selo de Denominação de Origem Controlada

Todas as mais antigas regiões produtoras portuguesas usufruem do estatuto DOC. Para além de proteger a genuinidade da origem, procura assegurar a qualidade dos vinhos de cada região, designadamente estabelecendo as castas recomendadas, os métodos de vinificação, o teor alcoólico mínimo, os rendimentos por hectare e os períodos de envelhecimento em garrafa ou em cascos.

### Regulação
Para garantir o cumprimento das normas estabelecidas, os produtores têm que submeter amostras dos seus vinhos às comissões vitivinícolas regionais. Para cada região demarcada são definidos
- Delimitação geográfica da área
- Tipo de solo
- As castas autorizadas e recomendadas
- Práticas culturais
- Métodos de vinificação
- Teor alcoólico mínimo natural
- Rendimentos por hectare
- Práticas enológicas
- Características físico-químicas e organolépticas

Estes parâmetros são fiscalizados por cada uma das Comissões Vitivinícolas regionais de forma a garantir a genuinidade e a qualidade dos vinhos produzidos em cada uma das regiões. Pretende-se desta forma garantir que todo o processo da produção do vinho é rigorosamente controlado em todas as suas fases, desde a vinha até ao consumidor final.

## Vinhos DOC portugueses

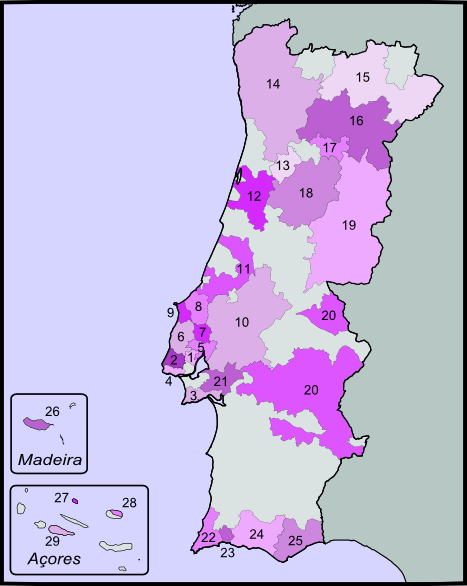
Vinhos DOC Portugueses

- Alenquer DOC
- Alentejo DOC
- Arruda DOC
- Bairrada DOC
- Beira Interior DOC
- Bucelas DOC
- Carcavelos DOC
- Colares DOC
- Dão DOC
- Douro DOC
- Encostas de Aire DOC
- Lagoa DOC
- Lagos DOC
- Lourinhã DOC
- Madeira DOC
- Palmela DOC
- Portimão DOC
- Porto DOC
- Setúbal DOC
- Tavira DOC
- Távora Varosa DOC
- Tejo DOC (até 2009 Ribatejo DOC)
- Torres Vedras DOC
- Vinho Verde DOC[5]